# Campeonato Panamericano de Judo de 1998
El XXIII Campeonato Panamericano de Judo se celebró en Santo Domingo (República Dominicana) entre el 29 y el 30 de noviembre de 1998 bajo la organización de la Unión Panamericana de Judo.
En total se disputaron dieciséis pruebas diferentes, ocho masculinas y ocho femeninas.

## Resultados

### Masculino
| Evento  | Oro                           | Plata                             | Bronce                                                                            |
| ------- | ----------------------------- | --------------------------------- | --------------------------------------------------------------------------------- |
| –56 kg  | Pedro Mena · Cuba             | Rogério Miyague · Brasil          | Edgardo Caminos · Argentina · Suil Barragan · Venezuela                           |
| –60 kg  | Fúlvio Miyata · Brasil        | Yordanis Arencibia · Cuba         | Brandan Greczkowski · Estados Unidos · Juan Carlos Jacinto · República Dominicana |
| –66 kg  | Manolo Poulot Ramos · Cuba    | Jacob Flores Estados Unidos       | Martín Miguel Ríos · Argentina · Ludwig Ortiz · Venezuela                         |
| –73 kg  | Jimmy Pedro Estados Unidos    | Carlos Méndez Acevedo Puerto Rico | Eduardo Manglés · Venezuela · Sérgio Souza Oliveira · Brasil                      |
| –81 kg  | Gabriel Arteaga · Cuba        | David Beaudin · Canadá            | Todd Brehe · Estados Unidos · Flávio Canto · Brasil                               |
| –90 kg  | Brian Olson Estados Unidos    | Eduardo Costa Argentina           | Juan Carlos Díaz · Venezuela · Yosvane Despaigne · Cuba                           |
| –100 kg | Nicolas Gill · Canadá         | Gabriel Lama · Chile              | Ato Hand · Estados Unidos · Yosvani Kessel · Cuba                                 |
| +100 kg | Ángel Vladimir Sánchez · Cuba | Joseph Felton Estados Unidos      | Daniel Hernandes · Brasil · Sandy Kent · Canadá                                   |

### Femenino
| Evento | Oro                             | Plata                             | Bronce                                                                   |
| ------ | ------------------------------- | --------------------------------- | ------------------------------------------------------------------------ |
| –45 kg | Consuelo González · Cuba        | Juliana Rodríguez · Ecuador       | Yarelis Suero · República Dominicana · Roselys Guacarán · Venezuela      |
| –48 kg | Amarilis Savón · Cuba           | Talia Fuentes · México            | Jenny Martínez · República Dominicana · Carolyne Lepage · Canadá         |
| –52 kg | Legna Verdecia Rodríguez · Cuba | Carolina Mariani Argentina        | Jackelin Díaz · Venezuela · Fabiane Hukuda · Brasil                      |
| –57 kg | Driulis González Morales · Cuba | Alicia Herrera · Venezuela        | Claudia Quinteros Argentina Ellen Bernice Wilson Estados Unidos          |
| –63 kg | Kenia Rodríguez · Cuba          | Vânia Ishii · Brasil              | Eleucadia Vargas · República Dominicana · Celita Schutz · Estados Unidos |
| –70 kg | Sibelis Veranes · Cuba          | Sandra Bacher Estados Unidos      | Dulce Piña · República Dominicana · Niki Jenkins · Canadá                |
| –78 kg | Diadenis Luna Castellano · Cuba | Kimberly Ribble · Canadá          | Amy Tong Estados Unidos Silvana Filippi Argentina                        |
| +78 kg | Daima Beltrán · Cuba            | Colleen Rosensteel Estados Unidos | Carmen Chalá · Ecuador · Priscila Marques · Brasil                       |

## Medallero
| Núm. | País                 | Oro | Plata | Bronce | Total |
| ---- | -------------------- | --- | ----- | ------ | ----- |
| 1    | Cuba                 | 12  | 1     | 2      | 15    |
| 2    | Estados Unidos       | 2   | 4     | 6      | 12    |
| 3    | Brasil               | 1   | 2     | 5      | 8     |
| 4    | Canadá               | 1   | 2     | 3      | 6     |
| 5    | Argentina            | 0   | 2     | 4      | 6     |
| 6    | Venezuela            | 0   | 1     | 6      | 7     |
| 7    | Ecuador              | 0   | 1     | 1      | 2     |
| 8    | Chile                | 0   | 1     | 0      | 1     |
| 8    | México               | 0   | 1     | 0      | 1     |
| 8    | Puerto Rico          | 0   | 1     | 0      | 1     |
| 11   | República Dominicana | 0   | 0     | 5      | 5     |
|      | TOTAL                | 16  | 16    | 32     | 64    |